# ハドリー・ウィッカム
ハドリー・ウィッカム （Hadley Wickham、1979年10月14日 - ）はニュージーランド出身の統計学者。RStudioのチーフ・サイエンティストであり、オークランド大学、スタンフォード大学、ライス大学において、統計学の非常勤教授として働いている。R（プログラミング言語）用のオープンソース統計分析ソフトウェアパッケージ（データ視覚化とデータ変換を実装）を開発したことでよく知られている。データのインポート、分析、およびモデリングにおける「Tidy data」アプローチを提唱している。 

## 生涯
1999年から2004年にかけて、オークランド大学において人間生物学の学士号を、さらに統計学の学士号と修士号を取得した。 2008年には、Di Cook と Heike Hofmann の指導の下、アイオワ州立大学で統計学の博士号を取得した。2006年には、データの整形および視覚化のためのツールを開発した功績が認められ、ソーシャル・コンピューティングにおけるJohn Chambers 賞を受賞した。彼の妹シャーロット・ウィッカムも統計学者である。 
彼はRのユーザーコミュニティの著名かつ活動的なメンバーであり、ggplot2 、plyr、dplyr、reshape2といった、有名かつ広く活用されているパッケージ群を開発してきた。ウィッカムのR用データ分析パッケージは、まとめて「 tidyverse 」と呼ばれている。ウィッカムの「Tidy data」アプローチによると、各変数は列、各観測は行、各タイプの観測単位は表である必要がある。

## 栄誉と賞
2015年に、「統計グラフィックスとコンピューティングの革新的かつ先駆的な研究を通じて統計的実践に貢献した」ことにより、2015年に 米国統計協会のフェローに選出された。
2019年に、「多くの人が統計的な思考とコンピューティングを利用できるようにしたこと」を含む、「統計的なコンピューティング、視覚化、データ分析における影響力のある研究」によって、国際COPSS会長賞を受賞した。